# Lars Krantz (TV-producent)
Lars Krantz, född 25 maj 1926, död 17 december 2010, var en svensk TV-producent och privatspanare kring Palmemordet.
Krantz föddes i Göteborg som son till författaren och journalisten Claes Krantz. Krantz var verksam under 1950- och 60-talet som TV-producent, både i Stockholm och Göteborg, med dokumentära verk som Vikingar i Österled och kortfilmen Bronsålder (1952). Den senare visades vid filmfestivalen i Cannes.

## Privatspanare
När Olof Palme mördades 28 februari 1986 befann sig Lars Krantz ombord på buss 43 i närheten av mordplatsen. Lars Krantz kontaktade utredningen och berättade om passagerare som utmärkt sig, en busschaufför hade också reagerat på passagerare på samma plats och det kan ha varit samma skeende vilket ökade utredarnas intresse. Lars Krantz uppgav att han sett en man kliva på bussen för att gå av den vid samma hållplats. Han berättade senare att han identifierat mannen som en polisman, som var medlem i den så kallade Baseballigan. Hans uppgifter har därefter blivit en del av det så kallade Polisspåret.
Hösten 1988 gav han ut boken Ett verkligt drama där han presenterade teorier att mordet i själva verket var ett självmord som iscensattes av Palme med hjälp av familjen och högt uppsatta socialdemokrater. I boken namngav han två poliser, som anmälde för förtal, vilket ledde till en förlikning där Lars Krantz tvingades betala 100 000 kronor till polismännen och destruering av bokens upplaga.
Han startade senare internetsidan nationalmordet.nu där han presenterade mängder av konspirationsteorier om inblandade personer.

## Privatliv
Tillsammans med Gudrun Arvidsson fick Lars Krantz två barn. Elisabet Krantz och Uno Krantz. Hans sondotter, författaren Klara Krantz, har skrivit den självbiografiska boken När en man faller som tar avstamp i farfaderns besatthet av mordet på Olof Palme och konspirationsteorier.
Från 1954 till 1975 var Lars Krantz gift med arkitekten Birgit Krantz.